# Challenger de Ostrava 2024
El torneo Ostra Group Open 2024 fue un torneo de tenis perteneció al ATP Challenger Tour 2024 en la categoría Challenger 75. Se trató de la 21ª edición; el torneo tuvo lugar en la ciudad de Ostrava (República Checa), desde el 22 hasta el 28 de abril de 2024 sobre de tierra batida al aire libre.

## Jugadores participantes del cuadro de individuales
| Preclasificado | País                            | Jugador        | Rank1 | Posición en el torneo |
| 1              | Bandera de Bosnia y Herzegovina | Damir Džumhur  | 126   | ´CAMPEÓN              |
| 2              | Bandera de Canadá               | Gabriel Diallo | 157   | Primera ronda         |
| 3              | Bandera de Ucrania              | Vitaliy Sachko | 181   | Segunda ronda         |
| 4              | Bandera de Francia              | Benjamin Bonzi | 182   | Primera ronda         |
| 5              | Bandera de Francia              | Enzo Couacaud  | 196   | Segunda ronda, retiro |
| 6              | Bandera de Suecia               | Elias Ymer     | 200   | Primera ronda         |
| 7              | Bandera de Portugal             | Henrique Rocha | 206   | Primera ronda         |
| 8              | Bandera de Austria              | Lukas Neumayer | 207   | Primera ronda, retiro |

- 1 Se ha tomado en cuenta el ranking del 15 de abril de 2024.

### Otros participantes
Los siguientes jugadores recibieron una invitación (wild card), por lo tanto ingresan directamente al cuadro principal (WC):
- Jan Jermář
- Jan Kumstát
- Peter Benjamín Privara

Los siguientes jugadores ingresan al cuadro principal tras disputar el cuadro clasificatorio (Q):
- Buvaysar Gadamauri
- Norbert Gombos
- Dominik Kellovský
- Jakub Nicod
- David Pichler
- Jelle Sels

## Campeones

### Individual Masculino
- Damir Džumhur derrotó en la final a  Henri Squire por 6–2, 4–6, 7–5

### Dobles Masculino
- Jaime Faria /  Henrique Rocha derrotaron en la final a  Jakob Schnaitter /  Mark Wallner por 7–5, 6–3